# Julius Wolf (Basketballspieler)
Julius Wolf (* 26. Januar 1993 in Bruchsal, Baden-Württemberg) ist ein deutscher Basketballspieler. Wolf, dessen Eltern Horst und Inken Wolf ebenfalls erfolgreiche Basketballspieler waren, gewann in der Nachwuchs-Basketball-Bundesliga (NBBL) mit der Mannschaft der Urspringschule zweimal die deutsche Meisterschaft. Nachdem Wolf bereits in der Herrenmannschaft einzelne Einsätze in der zweithöchsten Spielklasse ProA hatte, spielte er nach einem Jahr in der Regionalliga für die zweite Mannschaft des FC Bayern München von 2013 bis 2022 in Jena. Danach ging er wie sein Bruder Enosch zum SC Rasta Vechta.

## Karriere
Wolf wuchs in der Heimat seiner Mutter in Göttingen heran, wo sich die Familie zum Abschluss der Spielerlaufbahn seines Vaters 1998 niedergelassen hatte. Bereits 2008 ging Wolf auf das Internat der Urspringschule in Schelklingen, das für die Ausbildung von Basketballspielern bekannt ist. Nach der Halbfinalniederlage des Titelverteidigers Urspring beim NBBL Top Four 2009 konnte man im folgenden Jahr 2010 den Titel zurückholen, als man im Endspiel den Titelverteidiger, den von Niels Giffey angeführten Nachwuchs von Alba Berlin, bezwang. Anschließend wurde Wolf in den Kader des deutschen Gastgebers für die U17-Weltmeisterschaft in Hamburg berufen, wo er mit sieben Rebounds pro Spiel an der Seite von Bogdan Radosavljević bester deutscher Rebounder war. Nach zwei Auftaktsiegen verlor die deutsche Nachwuchsauswahl desaströs gegen den späteren Vizeweltmeister Polen und konnte anschließend nur noch ein Spiel gewinnen, was zum achten Platz von zwölf teilnehmenden Mannschaften reichte. 2011 konnten die Schelklinger ihre NBBL-Meisterschaft gegen den TSV Tröster Breitengüßbach, den Nachwuchs des damaligen deutschen Herren-Meisters Brose Baskets, verteidigen, bevor man dieser Mannschaft im Halbfinale 2012 unterlegen war.
Im Herrenbereich kooperierte das Internat mit der TSG Ehingen. In der ProB-Spielzeit 2009/10 hatte Julius Wolf einen ersten Einsatz für die erste Herrenmannschaft in der dritthöchsten Spielklasse ProB. Als die Ehinger in der ProB-Saison 2010/11 als Klassenmeister den Aufstieg in die zweithöchste Spielklasse ProA erreichten, bekam Wolf fünf Kurzeinsätze, bevor er auf acht Einsätze mit knapp zehn Minuten Einsatzzeit pro Spiel in der ProA-Runde 2011/12 kam, in der der Aufsteiger nach zwölf Saisonsiegen den sicheren Klassenerhalt erreichte. Anschließend folgte Julius Wolf seinem Jugendtrainer Felix Czerny zum FC Bayern München, wo er dem erweiterten Kader des Erstligisten angehörte und in der vierthöchsten Spielklasse Regionalliga in der zweiten Mannschaft eingesetzt wurde. Nach einem Jahr ohne Einsatz in der ersten Mannschaft in der höchsten Spielklasse ging Wolf zurück in die zweithöchste Spielklasse und wechselte zum ehemaligen Erstligisten Science City nach Jena. Dort gehörte er in der ProA-Spielzeit 2013/14 unter Trainer Björn Harmsen zu den beständigen Größen und erhielt knapp 18 Minuten Einsatzzeit pro Spiel, die er um fünf Minuten auf 23 Minuten pro Spiel in der folgenden Saison steigerte, womit er neben Lars Wendt zu den deutschen Spielern mit der meisten Einsatzzeit gehörte. Nach dem fünften Hauptrundenplatz 2014 erreichten die Jenenser in der ProA-Runde 2014/15 den vierten Platz, schieden aber wie im Vorjahr in der ersten Play-off-Runde um den Aufstieg aus.
2016 gelang durch den Gewinn der Meisterschaft in der 2. Bundesliga ProA schließlich der Gang in die Bundesliga. Wolf trug zu diesem Erfolg im Verlaufe der Saison 2015/16 im Durchschnitt 6,6 Punkte sowie 4,1 Rebounds je Begegnung (38 Saisoneinsätze) bei. Anfang August 2017 musste er sich einer Rückenoperation unterziehen, die ihn anschließend zu einer monatelangen Pause zwang. Wolf bestritt in der Bundesliga insgesamt 81 Spiele für Jena, 2019 folgte der Abstieg. Er blieb in Jena und spielte in der zweiten Liga bis 2022 für die Thüringer. Im Sommer 2022 einigte sich Wolf mit dem Verein auf eine Aufhebung des Vertrages, um zum Ligakonkurrenten SC Rasta Vechta zu wechseln, der zuvor bereits seinen Bruder Enosch Wolf verpflichtet hatte. 2023 wurde Julius Wolf mit Vechta Meister der 2. Bundesliga ProA.
Zur Saison 2023/24 wechselte er zum Zweitligisten Nürnberg Falcons BC.